# Lokomotiva Jawn Henry
Lokomotiva Jawn Henry je příkladem americké obří parní turbínové lokomotivy s elektrickým přenosem výkonu.
Lokomotiva byla postavena v roce 1954 lokomotivkou Baldwin s podporou firmy Westinghouse pro společnost Norfolk & Western Railway. Byla vybavena vysokotlakým vodotrubnatým kotlem Babcock–Wilcock, který párou zásoboval stejnosměrný turbogenerátor o výkonu 3000 kW. Ten napájel dvanáct trakčních motorů.
Jednalo se o jednu z největších  a nejsilnějších lokomotiv na světě – i s naloženým tendrem vážila 586 t a vyvozovala víc než dvakrát větší tažnou sílu, než je povolené maximum na železnicích v Evropě. Ve Spojených státech ale mají železnice poněkud jiné rozměry. Vyřazena byla zhruba po deseti letech provozu.
Další parametry:
- Pojezd: Co´Co´Co´Co´
- Průměr kol: 1067 mm
- Tažná síla 654 kN při 14 km/h
- Max. rychlost: 96 km/h
- Tlak páry: 42 bar